# 王頌茵
王頌茵（英語：Kathy Wong，1995年1月31日—），暱稱Kathy仔，香港女藝人，現時為MakerVille藝人，2018年起參與ViuTV電視節目。

## 簡歷
王頌茵大專就讀香港專業教育學院（李惠利）珠寶設計及科技高級文憑課程。
王頌茵拍Umovie網上短片出身，2018年起加入香港電視娛樂及接拍ViuTV電視節目，拍攝期間還與不少好友合作，如 岑樂怡、陳安立、黃奕晨、強尼、練美娟、沈殷怡、譚凱倫及余逸思等。
2022年4月MakerVille成立，王頌茵亦為該經理人公司旗下藝人之一。

### 感情
王頌茵曾與夏雨之子，男藝人黃奕晨傳緋聞，2021年更被傳媒拍到結伴出行並吸煙，但黃奕晨當時否認戀情。雙方最終於2025年8月12日公開戀情。

## 演出

### 節目主持（ViuTV）
- 2018年：《全港的》
- 2018年：《總有一瓣喺左近》（第2季）
- 2018-2019年：《區區有樂》
- 2018年：《香港除夕倒數前奏》
- 2019年：《初戀還未來？》
- 2019年：《中醫「症」解》
- 2020年：《埋嚟睇 埋嚟玩》
- 2020年起：《Chill Club 推介》
- 2020年：《大發夢家》
- 2020年：《區區有樂2》
- 2020年：《外餸》
- 2020年：《執屋》
- 2021年：《異國風情畫》 日本篇
- 2021年：《Chill Club 推介榜年度推介20/21》（新人巡禮環節主持）
- 2021年：《妳想生活》
- 2021年：《STEM精讀班》
- 2021年：《舉高雙手3》
- 2021年：《長知昔》
- 2021年：《七救星》
- 2021年：《蟲前有10個女仔》
- 2021年：《唔試唔知份工好》
- 2021-22年：《今餐有料到》
- 2022年：《七福星》
- 2022年：《1 Take過》
- 2022年：《拆你個夢》
- 2023年：《長知昔2》
- 2023年：《入島日本喇 !》
- 2023年：《舉頭三尺》
- 2023年：《給香港的情書》
- 2024年：《同AI開片》
- 2024年：《金像玩家》

### 節目演出（ViuTV）
- 2018年：《Good Night Show 全民星戰》演出
- 2018年：《Good Night Show 個個得把口》演出
- 2019年：《晚吹—女學生·吹水班》 第26集嘉賓
- 2020年：《鼠年行運要點相》 第2集嘉賓
- 2021年：《家務戰場》
- 2021年：《ViuTV 5周年：繼續向前》演出
- 2021年：《考有Feel》第19-20集嘉賓
- 2021年：《海陸勁技場》參賽者
- 2021年：《ViuTV 2022》演出
- 2023年：《One Day 約會實況》第5、14、15集嘉賓
- 2023年：《初戀Action!》第11、13、15集演出
- 2025年：《P1X3L 5G 上位計劃》第16集
- 2025年：《足球女將》演出

### 電視劇（ViuTV）
- 2018年：《做演藝嘅》 飾演 模特兒（第6、7集）
- 2019年：《娛樂風雲》 飾演 Angeline Lo （A. Lo）
- 2019年：《黑市 — 嚇親萬理通》 飾演 探險者B
- 2019年：《黑市 — 偽善若水》 飾演 巨星助手
- 2020年：《打天下》 飾演 何善善
- 2020年：《暖男爸爸》 飾演 Queenie
- 2021年：《大叔的愛》 飾演 Kathy
- 2022年：《冥冥之中》 飾演 劉子穎
- 2023年：《和解在後》 飾演 Jeana
- 2024年：《飛黃騰達》 飾演 年輕版雲姨
- 2024年：《打天下2》 飾演 何善善
- 2024年：《無人之境》 飾演 Miss Chan
- 2025年：《弊傢伙！我要去祓魔》 飾演 路嘉敏
- 2025年：《三命》 飾演 Susan

### 電影
- 2024年：《臨時劫案》飾演 Bingo（冰冰）
- 2025年：《臨時決鬥》飾演 Bingo（李冰兒）

雜誌
▪︎第566期《選擇》月刊
MV
- Can't Stop（Delta T x JNYBeatz x PØK1）

## 外部連結
- 王頌茵的Facebook專頁
- 王頌茵的Instagram帳戶